# Lilla Teatern, Norrköping
För andra betydelser, se Lilla teatern.

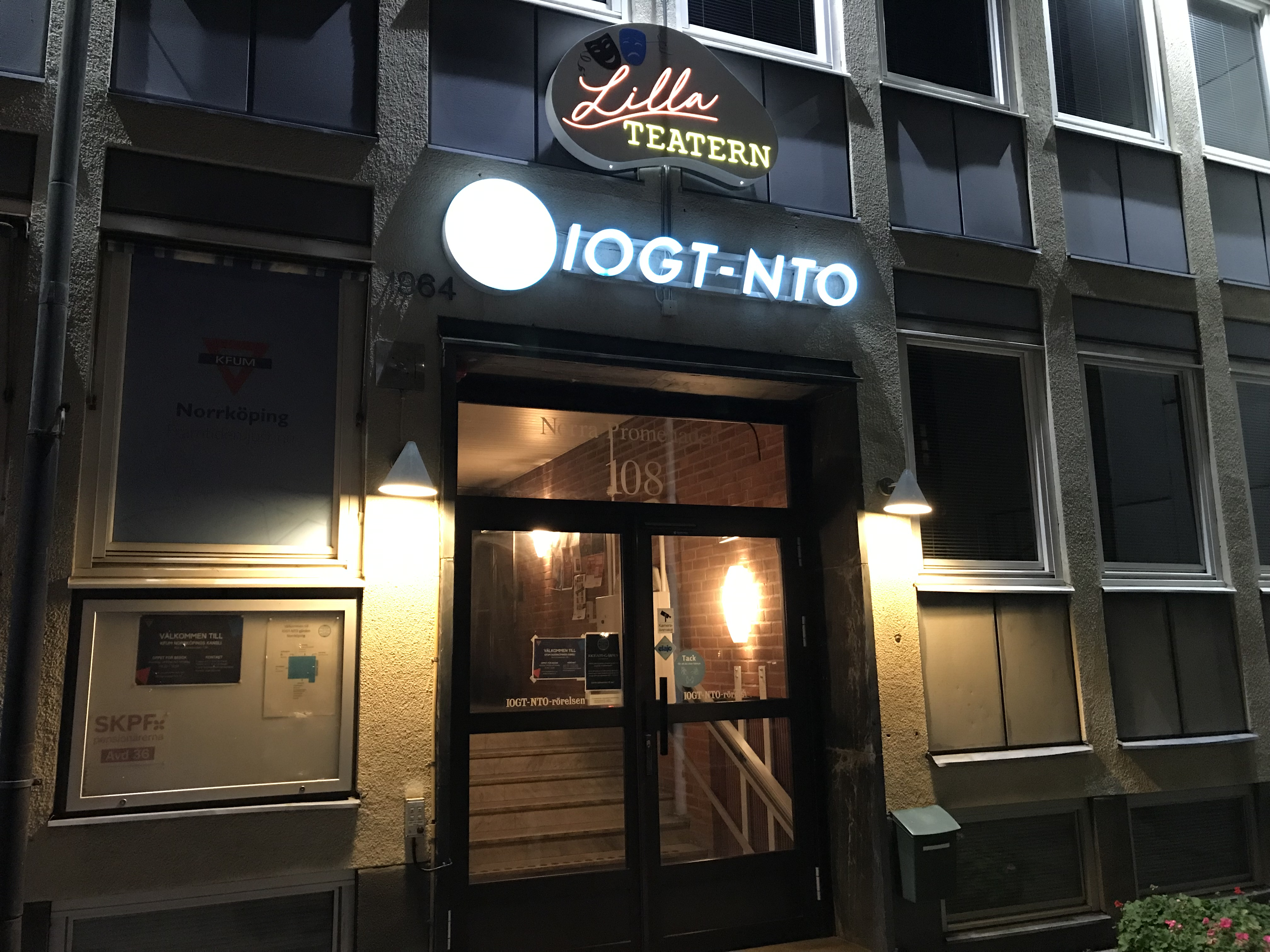
Lilla Teatern på Norra Promenaden

Lilla Teatern, i folkmun Lillan, är en teater i Norrköping, Östergötlands län. 
Den grundades i Godtemplargården på Repslagaregatan 1952 av Tjadden Hällström och Lennart Anderzon, den första revyn hette passande nog Första försöket. Kända revyartister som arbetat på Lillan är exempelvis Nenne Peterson, Jörgen Mulligan, Kai Gullmar, Carl Reinholdz, Eva Bysing, Gunnel Hällström, Runo Sundberg och Gösta Krantz.
Anderzon och Tjadden drev teatern fram till 1969, då den övertogs av Norrköping-Linköpings Stadsteater (senare Östgötateatern).
Sedan mitten av 1990-talet har Lillan varit en scen för fria teatergrupper. 1998–2008 svarade Norrköpings revyförening för teaterns årliga nyårsrevy.
Under våren 2016 flyttade Lilla Teatern till IOGT-NTO-gården på Norra Promenaden 108. Här visas bland annat IFK Norrköpings bortamatcher, barnteater och föreställningar med fria teatergrupper. Flera skolor nyttjar också teatern för repetitioner och föreställningar.